# Olena Dejnyčenko
Olena Dejnyčenko (in ucraino Олена Дейниченко?; Novotroick, 30 novembre 1971) è un'ex cestista ucraina, fino al 1991 sovietica.

## Carriera
Con l'Ucraina ha disputato i Campionati europei del 2001.